# 於美阿志神社
於美阿志神社（おみあしじんじゃ）は、奈良県高市郡明日香村にある神社。式内社で、旧社格は村社。檜隈寺の跡地に建つ。

## 祭神
- 阿智使主神夫妻二柱 - 東漢氏祖神。

## 歴史
この地は、第15代応神天皇の代に渡来した阿智使主の居住地跡とされ、7世紀後半には東漢氏の氏寺とされる檜隈寺が建立された。
その後、現在地から道を隔てた西側に阿智使主とその妻を祭神とする東漢氏の氏神であり、檜隈寺の鎮守社として当社が創建された。
檜隈寺は鎌倉時代には道興寺と呼ばれており、当社は江戸時代には御霊明神と呼ばれていた。
明和9年（1772年）に本居宣長が当地を訪れた際には、檜隈寺は仮の庵が残るのみで境内には古瓦が散乱していたというが、檜隈寺は後に廃寺となっている。
1907年（明治40年）に檜隈寺の跡地に本殿が移築されている。
また、このあたりに宣化天皇の檜隈廬入野宮があったといわれているが、定かではない。

## 境内
- 本殿
- 拝殿
- 檜隈寺講堂跡 - 礎石が残る。
- 十一重石塔（重要文化財） - 平安時代後期に造られたと考えられる十三重石塔。現在は石塔の上部が損壊しているため十一重となっている。檜隈寺の塔基壇跡の上に建てられている。
- 檜隈寺塔跡 - 基壇が残る。付近にある心礎はレプリカである。
- 社務所

### 摂末社
- 八阪神社
- 春日大明神社
- 富士大権現
- 金比羅大権現社
- 鎮守大権現社
- 稲荷大明神社
- 蔵王大権現社

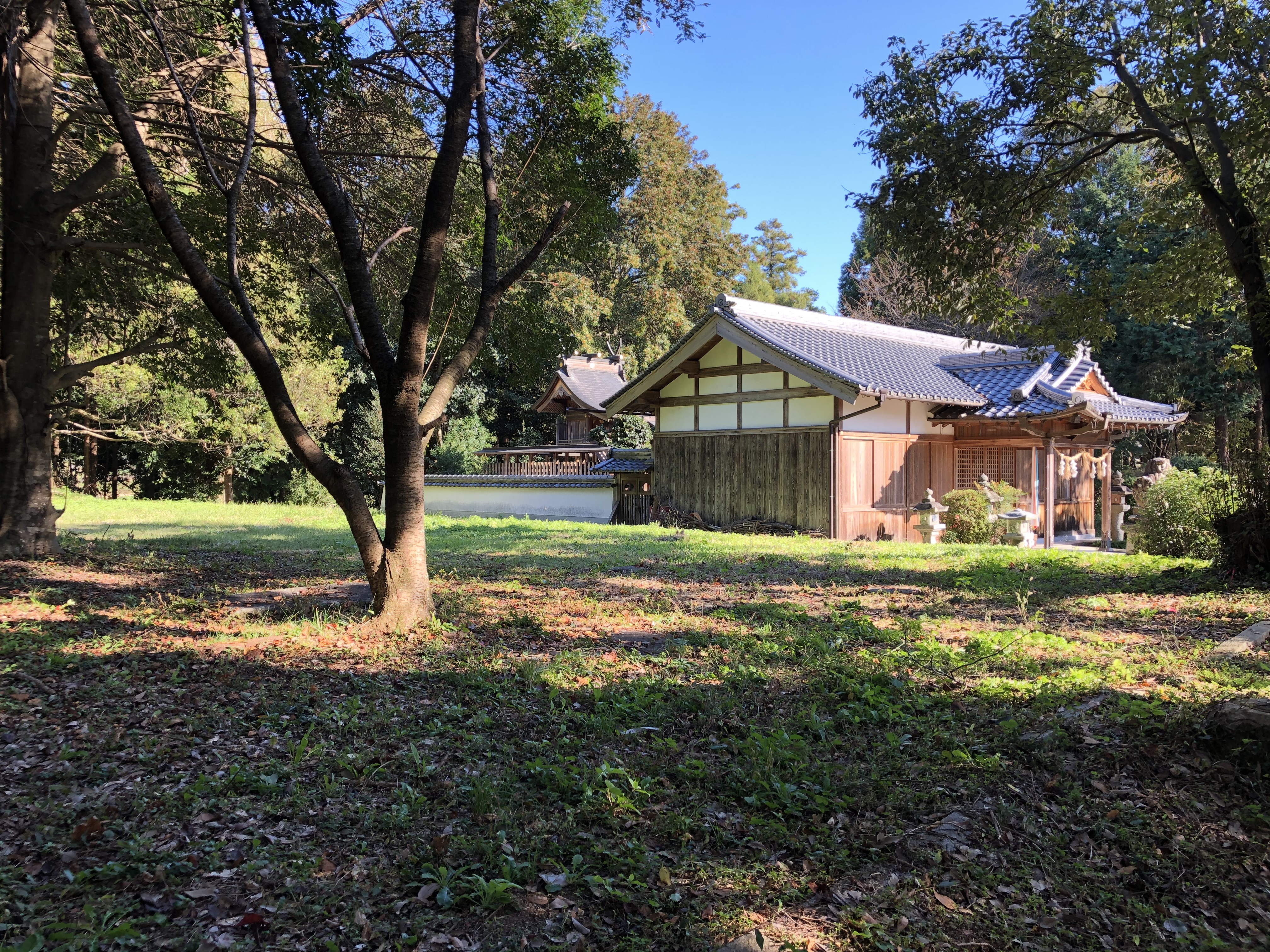
檜隈寺講堂跡と於美阿志神社社殿
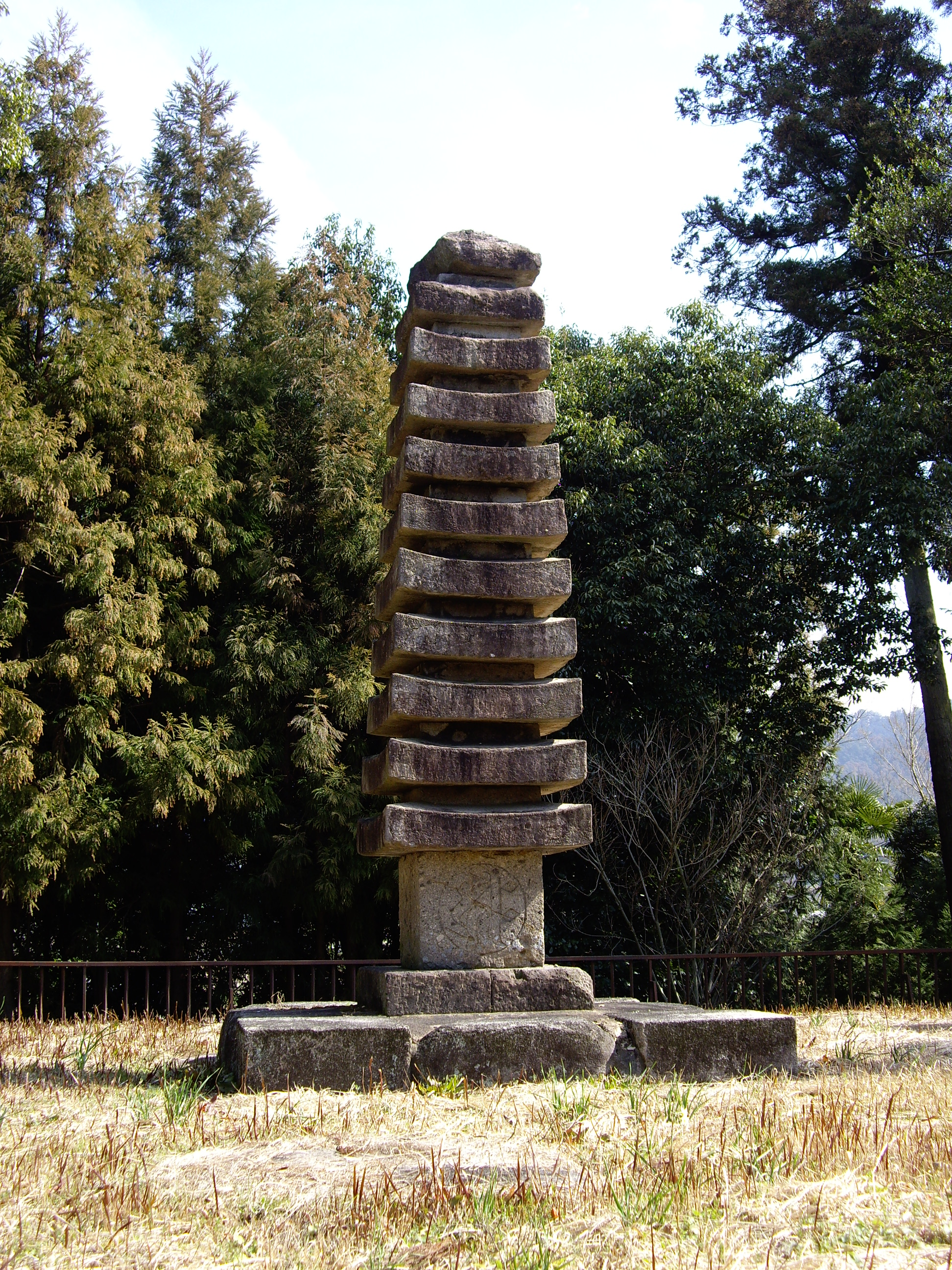
十一重石塔

## 文化財

### 重要文化財
- 於美阿志神社石塔婆 附：供養具（ガラス製小壺、青白磁合子、蓋付四耳壺） - 十一重石塔。1909年（明治42年）年4月5日指定。附は1970年（昭和45年）6月17日追加指定[2]。

### 史跡
- 檜隈寺跡

## 祭事
- 連座祭 - 5月15日
- 秋祭 - 10月9日

## 現地情報
所在地
- 奈良県高市郡明日香村檜前594

交通アクセス
- 最寄駅：近鉄吉野線飛鳥駅下車後、徒歩約15分